# Заберезник (Городецьке сільське поселення)
Забере́зник (рос. Заберезник) — присілок у складі Кічменгсько-Городецького району Вологодської області, Росія. Входить до складу Городецького сільського поселення.

## Населення
Населення — 13 осіб (2010; 31 у 2002).
Національний склад (станом на 2002 рік):
- росіяни — 97 %